# Лубінець Дмитро Валерійович
Дмитро́ Вале́рійович Лубіне́ць (нар. 4 липня 1981, Волноваха, Донецька область, УРСР) — український юрист та політик. Депутат Волноваської міської ради VI скл. (2010—2014). Перший заступник голови правління «Народно-патріотичний союз Донбасу». Народний депутат VIII скл. від «БПП» (2014) і IX скл. поза партіями (2019). Уповноважений ВРУ з прав людини з 1 липня 2022 року.

## Життєпис
Трудову діяльність розпочав у 1996 році менеджером по роботі з корпоративними клієнтами в підприємстві «АТТ», де працював до 1998 року. У 2004—2005 роках був адміністратором у СПД-ФО «Ходороченко В. В.» 1998 року закінчив середню школу № 5 у Волновасі з відзнакою, золотою медаллю.
З 1998 по 2003 рік навчався на історичному факультеті Донецького національного університету, кафедра міжнародних відносин і зовнішньої політики. Здобув кваліфікацію спеціаліста з міжнародних відносин.
З 2008 по 2013 рік навчався на юридичному факультеті Національної юридичної академії ім. Ярослава Мудрого, м. Харків, судово-прокурорська спеціалізація. Здобув кваліфікацію спеціаліста правознавства.
Після закінчення університету працював юристом у КФГ «Практика», був приватним підприємцем.
У 2010 році був обраний депутатом Волноваської міської ради 6 скликання від «Фронту Змін» за 9 мажоритарним округом, був членом партії.
2019 року пройшов до Верховної Ради як безпартійний самовисуванець за округом № 60 (Донецька область) і став членом депутатської групи «За майбутнє», яка 2 червня 2020 року стала партією. Секретар Комітету ВРУ з питань Регламенту та організації роботи Верховної Ради України. Член Постійної делегації Верховної Ради України у Парламентській асамблеї ЄС — Східні сусіди (ПА ЄВРОНЕСТ).
Був одним із 59 депутатів, що підписали подання, на підставі якого Конституційний суд України скасував статтю Кримінального кодексу України про незаконне збагачення, що зобов'язувала держслужбовців давати пояснення про джерела їх доходів і доходів членів їх сімей. Кримінальну відповідальність за незаконне збагачення в Україні запровадили у 2015 році. Це було однією з вимог ЄС на виконання Плану дій з візової лібералізації, а також одним із зобов'язань України перед МВФ, закріпленим меморандумом.
Член Постійної делегації у Парламентській асамблеї Ради Європи.
1 липня 2022 року Верховна Рада призначила Лубінця Уповноваженим (омбудсменом) ВРУ з прав людини. Це рішення підтримали 250 депутатів.

## Скандали
Помічений у неособистісному голосуванні.
У лютому 2016 року Кива був звинувачений військовими в причетності до контрабанди з непідконтрольних українській владі територій так званих ДНР та ЛНР, яке він здійснював разом із депутатом від БПП Дмитром Лубінцем.
На початку червня підприємство ТОВ «Волана» стало об'єктом рейдерської атаки від злочинного угруповання з посадових осіб. Сумське СБУ з 2017 року розслідувало справу про спробу зміни державного кордону України, а у 2020 році справу підняли з архіву та додали до неї майно ТОВ «Волана», арештувавши весь завод.
Представники підприємства звернулися до представництва Єврокомісії в Україні, звинувативши Лубінця у причетності до справи, адже він публічно підтримував рішення суду, які мали конфіскувати майно у поточних власників.
3 липня 2020 року Сумський апеляційний суд скасував арешт майна підприємства. ДБР почало слідство проти посадових осіб СБУ та прокуратури за підозрами у рейдерстві та зловживанні владою, а НПУ відкрила кримінальне провадження за фактом несанкціонованого втручання в систему суду.